# Atlantique Air Assistance
Atlantique Air Assistance war eine französische Fluggesellschaft mit Sitz in La Chevrolière und Basis auf dem Flughafen Nantes.

## Unternehmen
Atlantique Air Assistance wurde 1989 gegründet. Sie führte Geschäfts-, Charter-, Ambulanz- und Frachtflüge durch und stellte im Jahr 2017 den Betrieb ein.

## Flotte
Mit Stand Mai 2017 bestand die Flotte der Atlantique Air Assistance aus zwei Flugzeugen:

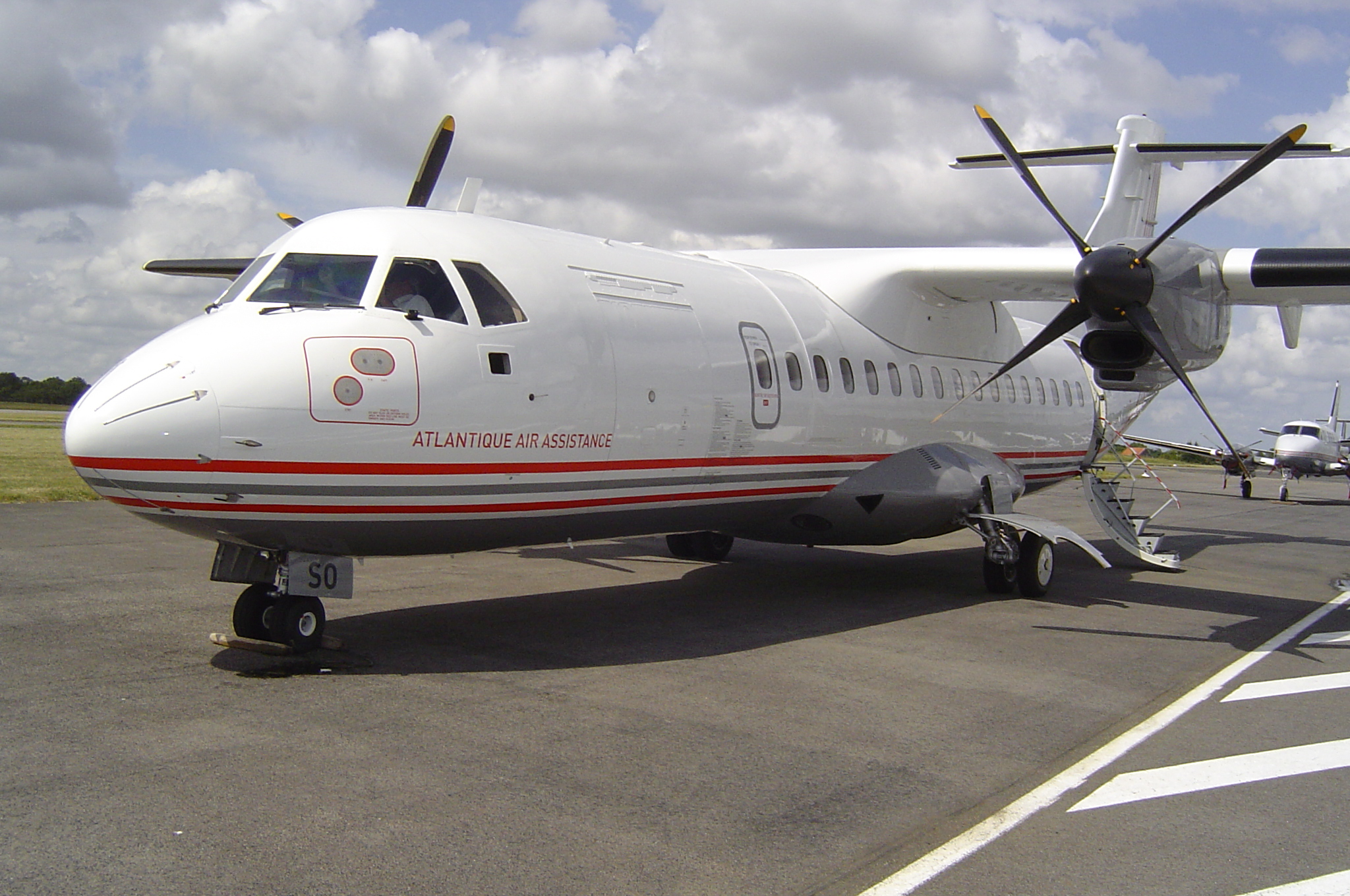
ATR 42 der Atlantique Air Assistance

| Flugzeugtyp       | Luftfahrzeugkennzeichen | Anmerkungen |
| ----------------- | ----------------------- | ----------- |
| Beechcraft 1900C  | F-GPYY                  |             |
| Embraer EMB 120ER | F-GTSH                  |             |